# ユタ・ウォリアーズ
ユタ・ウォリアーズ(Utah Warriors)は、アメリカ合衆国・ユタ州ヘリマンに本拠地を置くラグビーユニオンクラブである。スタジアムはザイオンズ・バンク・スタジアム。

## 歴史
2017年、創設。
2018年シーズンからメジャーリーグラグビーに加入。

## スコッド
- リアム・コルトマン(ニュージーランド代表)
- トゥベレ・ブンガコト (フィジー代表)
- ディアンジェロ・レウリア(サモア代表)
- ポール・ラシケ(アメリカ代表)

## 歴代所属選手
- ヴァテモ・ラヴォウヴォウ(7人制フィジー代表)
- フェトゥウ・ヴァイニコロ(トンガ代表)
- ブライク・バーデッテ(アメリカ代表)
- アダム・トムソン(ニュージーランド代表)
- ヘルマン・ケスレル(ウルグアイ代表)
- カート・モラス (トンガ代表)
- ドウェイン・ポラタイヴァオ(サモア代表)
- ティム・オマリー
- ハーゲン・シュルテ (ドイツ代表)
- マイク・テオ(アメリカ代表)
- サマ・マロロ
- オリーブ・キリフィ(アメリカ代表)
- ポール・ミューレン(アメリカ代表)
- クライヴェン・ルーバー (ナミビア代表)